# Multilaterazione
La multilaterazione è una tecnica di localizzazione di un target.
La multilaterazione è basata sulla differenza nel tempo di arrivo (TDOA - Time Difference Of Arrival) di un segnale emesso da un target da parte di un numero di sensori dislocati su un'area. Il tempo di arrivo, attraverso la stima della velocità con cui viaggia il segnale in aria, è proporzionale allo spazio percorso dal segnale stesso, in questo modo è possibile individuare la posizione di un target.
Definisco come riferimento il primo sensore che riceve il segnale dal target e chiamo A l'ennesimo sensore che riceve il medesimo.
Le coordinate della sorgente vengono calcolate tramite l'intersezione di iperboli che sono descritte dalla differenza della distanza tra A e il target rispetto alla distanza tra il riferimento e il target.
Un'iperbole è infatti definita come il luogo geometrico dei punti del piano aventi come costante la differenza delle distanze dai fuochi che, nel nostro caso, sono il sensore di riferimento e il sensore A.
Vi è quindi la presenza di n-1 iperboli, con n il numero di sensori presenti nel sistema, ognuno posizionato nel fuoco dell'iperbole.
Per ottenere una misura univoca in 2D è necessario posizionare in modo strategico almeno tre sensori, con l'aggiunta di un dispositivo di sincronizzazione che allinea i sensori. In questo caso la tecnica si può definire trilaterazione. Per ottenere una misura in 3D sono invece necessari 4 sensori più un dispositivo di sincronizzazione. Aumentando il numero di sensori si incrementa la precisione della localizzazione.

## Teoria
Consideriamo un target che emette un segnale in posizione non nota {\displaystyle (x,y,z)} in un'area dotata di un sistema di multilaterazione con 4 ricevitori C, L, R e Q. Il tempo impiegato dal segnale a raggiungere ogni ricevitore dal punto ignoto{\displaystyle (x,y,z)} è calcolato dividendo lo spazio per la velocità del segnale, approssimata alla velocità della luce c:
{\displaystyle T_{L}={\frac {1}{c}}\left({\sqrt {(x-x_{L})^{2}+(y-y_{L})^{2}+(z-z_{L})^{2}}}\right)}
{\displaystyle T_{R}={\frac {1}{c}}\left({\sqrt {(x-x_{R})^{2}+(y-y_{R})^{2}+(z-z_{R})^{2}}}\right)}
{\displaystyle T_{Q}={\frac {1}{c}}\left({\sqrt {(x-x_{Q})^{2}+(y-y_{Q})^{2}+(z-z_{Q})^{2}}}\right)}
{\displaystyle T_{C}={\frac {1}{c}}\left({\sqrt {(x-x_{C})^{2}+(y-y_{C})^{2}+(z-z_{C})^{2}}}\right)}
Se il sito C è definito come l'origine del sistema, allora
{\displaystyle T_{C}={\frac {1}{c}}\left({\sqrt {x^{2}+y^{2}+z^{2}}}\right)}
Quindi, le differenze dei tempo di arrivo rispetto (TDOA) al sito di riferimento saranno:
{\displaystyle \tau _{L}=T_{L}-T_{C}={\frac {1}{c}}\left({\sqrt {(x-x_{L})^{2}+(y-y_{L})^{2}+(z-z_{L})^{2}}}-{\sqrt {x^{2}+y^{2}+z^{2}}}\right)}
{\displaystyle \tau _{R}=T_{R}-T_{C}={\frac {1}{c}}\left({\sqrt {(x-x_{R})^{2}+(y-y_{R})^{2}+(z-z_{R})^{2}}}-{\sqrt {x^{2}+y^{2}+z^{2}}}\right)}
{\displaystyle \tau _{Q}=T_{Q}-T_{C}={\frac {1}{c}}\left({\sqrt {(x-x_{Q})^{2}+(y-y_{Q})^{2}+(z-z_{Q})^{2}}}-{\sqrt {x^{2}+y^{2}+z^{2}}}\right)}
dove {\displaystyle (x_{L},\ y_{L},\ z_{L})}, {\displaystyle (x_{R},\ y_{R},\ z_{R})} e {\displaystyle (x_{Q},\ y_{Q},\ z_{Q})} sono le locazioni note a priori dei vari ricevitori e {\displaystyle c\ } la velocità del segnale, approssimata alla velocità della luce.  Dunque ogni equazione rappresenta un'iperbole.

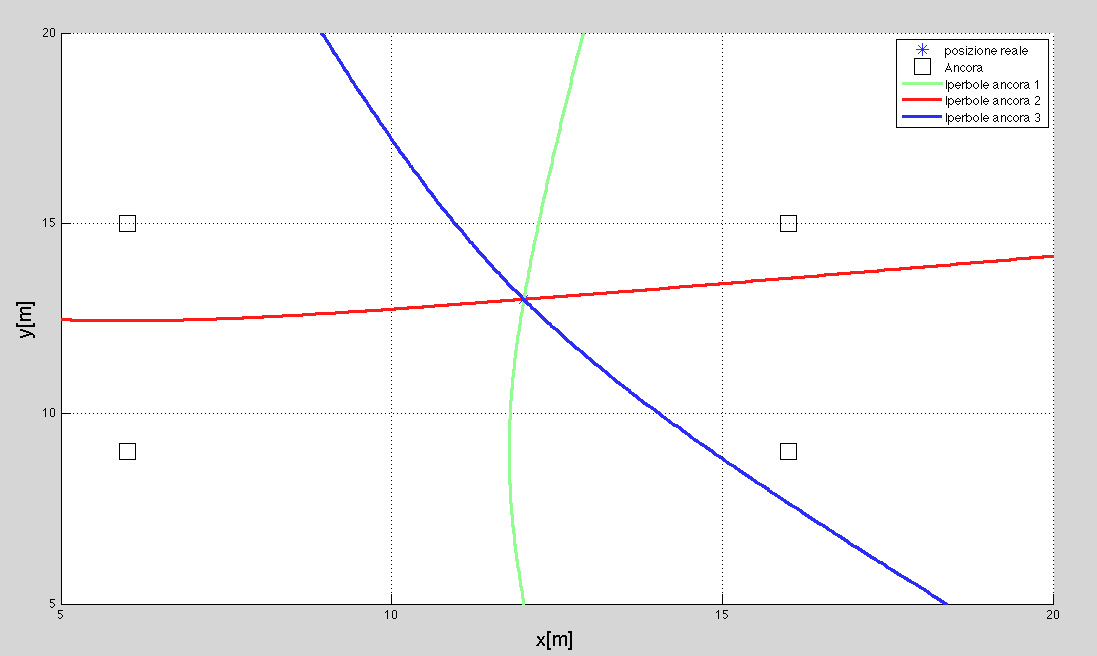
Intersezione di tre iperboli che identificano univocamente la posizione del target nello spazio tridimensionale

Risolvendo il sistema si individua un'unica soluzione.

## Applicazioni
Una tipica applicazione della tecnica della multilaterazione è la localizzazione ed il tracking di target avionici per il controllo del traffico aereo ATC, come avviene negli aeroporti italiani di Malpensa e Fiumicino.. Si tratta di una tecnica che utilizza i messaggi Modo S alla frequenza di 1090MHz inviati spontaneamente dai transponder da veicoli e velivoli.
In Italia, un esempio di progettazione e produzione di sensori ad alta tecnologia nell'ambito del controllo del traffico aereo basati sulla tecnologia di multilaterazione e ADS-B è attuato da SICE .

## Differenza tra multilaterazione e ADS-B
In ambiente aeroportuale, possono essere utilizzati differenti sistemi di tracking di target avionici e veicolari, tra i quali la multilaterazione e l'ADS-B. Il sistema basato su algoritmi di multilaterazione è tecnologicamente differente da sistemi analoghi basati su ADS-B, in quanto la prima tecnica si basa sulla misura dei tempi di arrivo del segnale fisico su più sensori, mentre nel caso ADS-B si tratta della decodifica da parte anche di un unico sensore di un segnale Modo-S proveniente dal target e contenente la posizione GPS calcolata dall'aereo stesso.